# 성본리토성

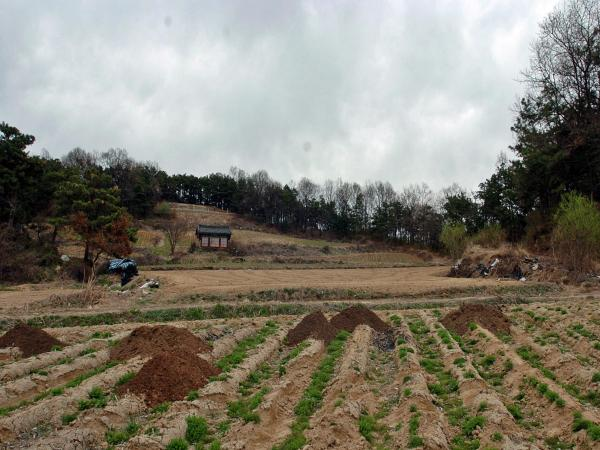
성본리토성

성본리 토성(城本里 土城)은 충청북도 음성군 대소면 성본리 최성미마을 동남쪽의 낮은 구릉지에 있는 토성이다.
성본리 토성은 옛 기록에는 없고 일제시의 조선보물고적조사자료에 <토축주위 600간 복고 10간 고 1간(土築周圍 600間 福高 10間 高 1間>>이라 기록되어 있다. 전설에 의하면 조선말기 신미양요때 지휘관이었던 어재연과 그의 아우 어재순이 전사하자 이곳에 성을 쌓고 안치했다고 한다.
그러나 성안에서 고려시대의 토기편이 나타나는 것으로 보아 전설과는 그 축조 연대가 다르다고 보여진다. 이 성은 현재 규모가 둘레 800m, 폭 1.8m, 높이 3.6m이다. 이 성안에는 어재연, 어재순의 묘와 석물 석비 쌍충제가 있다.

## 참고 문헌
- 성본리토성(城本里土城)